# Aura (Toronto)
Das Aura ist ein Wohngebäude in Toronto (Kanada), welches neben einem klassischen Wohnkomplex auch ein Einkaufszentrum, Fitnessstudios, Bars und andere Einrichtungen umfasst. Das Gebäude befindet sich in der 388 Yonge Street Ecke Gerrard Street, Toronto. Baubeginn war im April 2010, im November 2014 wurde es fertiggestellt.

## Geschichte

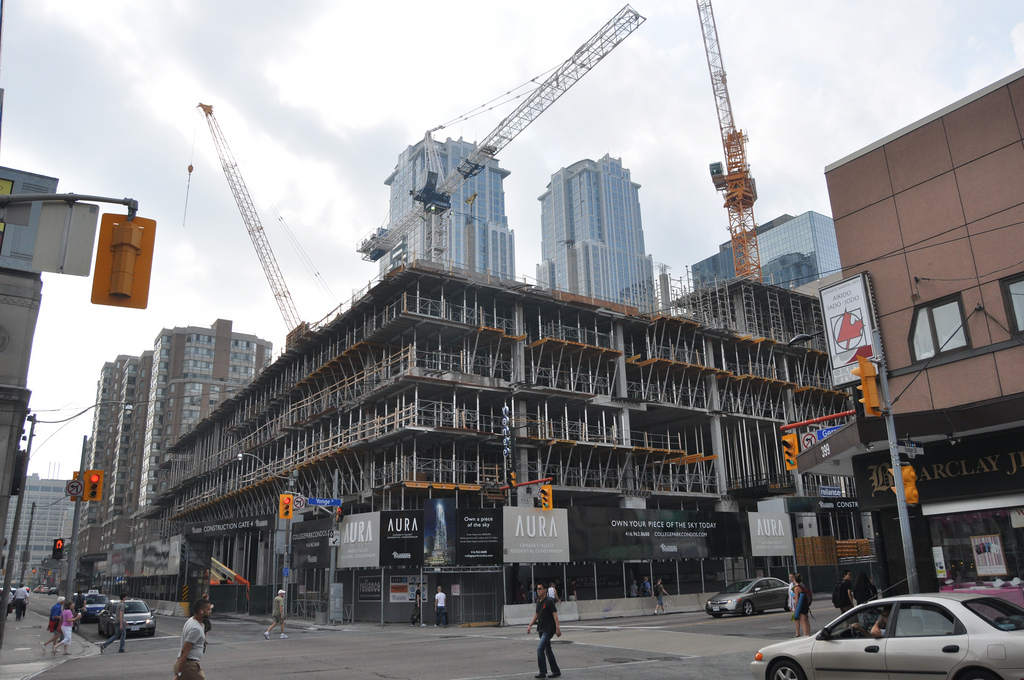
Aura im Bau (2011)

Zu Beginn der Bauplanungen waren zwei Wolkenkratzer auf einem zehnstöckigen Podium vorgesehen. Der höhere Wolkenkratzer sollte über 60 Stockwerke inklusive Podium verfügen und eine Höhe von 196,5 Meter erreichen, der kleinere Tower eine Höhe von 74,5 Metern mit 20 Etagen aufweisen.
Das Projekt wurde jedoch geändert, so dass nur ein Turm mit 75 Etagen auf dem Podium errichtet werden sollte. Im Februar 2012 genehmigte die Stadt Toronto drei weitere Stockwerke für das Bauprojekt. Damit wurde das Gebäude mit 78 Etagen zum höchsten Wohngebäude Kanadas.

## Architektur
Das Gebäude verfügt mit 985 Suiten über eine Wohnfläche von etwa 102.000 m². Zusätzlich gibt es im zehnstöckigen Sockel des Gebäudes 17.600 m² Verkaufsfläche mit Geschäften, Wellness- und Fitnessstudios, sowie Bars und Restaurants.